# Thế giới không lối thoát
Thế giới không lối thoát (tiếng Nhật: 今際の国のアリス, đã Latinh hoá: Imawa no Kuni no Arisu; tiếng Anh: Alice in Borderland) là bộ phim truyền hình trực tuyến chính kịch, kịch tính và khoa học viễn tưởng của Nhật Bản ra mắt năm 2020 dựa trên bộ truyện manga cùng tên của tác giả Aso Haro. Phim được đạo diễn bởi Sato Shinsuke, với sự tham gia của Yamazaki Kento và Tsuchiya Tao. Cả hai thủ vai một đôi bạn đồng hành bị mắc tại tại thành phố Tokyo bị bỏ hoang, nơi họ bắt buộc phải tham gia các trò chơi sinh tử, thể loại và cấp độ của trò chơi sẽ được xác định bằng một thẻ bài. Sau khi phá đảo mỗi trò chơi, người chơi sẽ được nhận "visa" và đó chính là thứ sẽ gia hạn sự sống của họ tại nơi đây. Nếu một người chơi để "visa" hết hạn thì họ sẽ bị tử hình bằng những tia laze màu đỏ bắn từ trên trời xuống.
Phim được công bố lần đầu vào tháng 7 năm 2019 với 8 tập phim được chấp bút bởi Sato, Watabe Yoshiki và Kuramitsu Yasuko. Quá trình quay phim được tiến hành vào tháng 8 và kết thúc vào tháng 12 cùng năm. Việc quay phim được tiến hành ở nhiều nơi bao gồm các quận của khu Shibuya, một studio phông xanh đặc biệt để phục vụ cho các cảnh quay phỏng lại hình ảnh của Ngã tư Shibuya, nơi hầu hết xuất hiện trong các cảnh phim. Phim còn có sự hợp tác từ đội ngũ hãng Digital Frontier của Nhật Bản làm việc với các nhóm sản xuất đến từ Singapore, Hoa Kỳ và Ấn Độ về hiệu ứng hình ảnh trong giai đoạn hậu kỳ. Âm nhạc được thực hiện bởi Yutaka Yamada, một đối tác thân thuộc của Sato.
Thế giới không lối thoát được công chiếu lần đầu trên nền tảng Netflix vào ngày 10 tháng 12 năm 2020 và  nhận về rất nhiều phản hồi cũng như đánh giá tích cực về kỹ xảo, hình ảnh, dựng phim cũng như cách sử dụng các phân cảnh bạo lực và được so sánh với các phim nổi tiếng khác cùng chủ đề như Battle Royale (2000) và Mê cung lập phương (1997). Phim đã xuất sắc lọt vào Top 10 phim được xem nhiều nhất trên Netlfix tại ít nhất 70 quốc gia và vùng lãnh thổ. Thành tích ấn tượng của mùa đầu tiên và lượng người xem cao ở nhiều quốc gia đã dẫn đến việc Netflix thông báo sẽ tiếp tục quá trình sản xuất cho mùa thứ 2; mùa thứ 2 được phát hành vào ngày 22 tháng 12 năm 2022. Netflix vào năm 2023 thông báo sẽ tiếp tục sản xuất mùa 3.

## Nội dung
Alice in Borderland là loạt phim kinh dị khoa học viễn tưởng Nhật Bản dựa trên bộ truyện tranh cùng tên của Haro Aso. Phim xoay quanh những con người mắc kẹt trong một vùng đất bị bỏ hoang mang dáng vẻ như thành phố Tokyo.
Tại đây, họ phải cố gắng vượt qua mỗi trò chơi thử thách cả về thể xác lẫn tinh thần. Khi chiến thắng, mỗi người được gia hạn “visa” số ngày sống sót và phải tiếp tục tham gia các trò chơi mới để có thêm thời gian tồn tại, còn nếu thua sẽ chết ngay tại chỗ.

## Diễn viên

### Nhân vật chính
- Yamazaki Kento thủ vai Arisu Ryōhei:
Một chàng trai 24 tuổi nghiện trò chơi điện tử và là một người "không hòa hợp với gia đình của anh".[8]
- Tsuchiya Tao thủ vai Usagi Yuzuha:
Một nữ vận động viên leo núi bị dịch chuyển đến thành phố Tokyo bỏ hoang sau khi cha cô, người mà cô kính trọng nhất trong đời qua đời. Cô hợp tác với Arisu sau cái chết của những người bạn thân của anh.[8][9]
- Murakami Nijiro thủ vai Chishiya Shuntarō:
Một chàng trai bí ẩn, ít nói và ranh mãnh, anh hợp tác với Kuina để đánh cắp bộ bài của Thợ Mũ, thủ lĩnh kiêm người sáng lập của "Bãi Biển" vì họ tin rằng khi thu thập đủ các thẻ bài, họ sẽ thành công thoát ra khỏi thành phố Tokyo bỏ hoang. Anh bắt đầu để ý, quan tâm đến Arisu và Usagi sau khi giúp họ chiến thắng trò chơi Đuổi bắt. Trước khi đến, anh là một sinh viên y khoa[10]
- Miyoshi Ayaka thủ vai Rizuna Ann:
Một thành viên của "Bãi Biển", người luôn cố gắng giành chiến thắng các trò chơi khó bằng những suy luận logic. Ann là một trong những người chơi quan trọng trong trò chơi cuối cùng của mùa 1. Trước khi đến vùng đất bỏ hoang, cô là chuyên viên pháp y tại Sở cảnh sát Tokyo.[8][11]
- Sakurada Dori thủ vai Niragi Suguru:
Một thành viên trẻ tuổi nhưng nguy hiểm của "Bãi Biển". Được mô tả là "trở nên hung hăng do quá khứ đau buồn của mình", Niragi đã thực hiện một vụ thảm sát vào gần cuối mùa 1.[8]
- Asahina Aya thủ vai Kuina Hikari:
Một người bạn thân của Chishiya, người đã giúp anh đánh cắp bộ bài của Thợ Mũ. Kuina từng là một nhân viên của cửa hàng quần áo, trong một đoạn hồi tưởng ở tập 7, cô được tiết lộ là một người chuyển giới tên Hikari và bị cha mình từ mặt.[8]
- Yuhei Ouchida trong vai Takuma: Một người chơi bị thương trong trò chơi 4 nhép Khoảng cách. Trong một đoạn hồi tưởng, anh được tiết lộ là đã giúp Kuzuryū trong một trò chơi.[8]

### Nhân vật phụ
- Yūki Morinaga thủ vai Chōta Segawa:
Một kỹ thuật viên IT sùng đạo, bạn thân của Arisu và Karube. Chōta bị phỏng nặng ở chân sau khi tham gia trò chơi "Sinh hay Tử".[8][12]
- Keita Machida thủ vai Daikichi Karube:
Một nhân viên pha chế, bạn thân của Arisu và Chōta. Trước khi bị dịch chuyển đến thành phố Tokyo bỏ hoang, Karube đang chuẩn bị cầu hôn một cô gái làm chung với anh tại quán bar và đồng thời cũng là tình nhân của quản lý quán bar.[8][12]
- Sho Aoyagi thủ vai Morizono Aguni :
Một võ sĩ mạnh mẽ và là người bạn thân của Thợ Mũ. Aguni lần đầu được giới thiệu là một thành viên quan trọng của "Bãi Biển". Nhưng gần cuối phim, anh buộc phải giết Thợ Mũ sau khi chứng kiến anh ta trở nên tha hóa và mất kiểm soát.[8]
- Nobuaki Kaneko thủ vai Takeru Danma/ Thợ Mũ:
Thủ lĩnh và là người sáng lập của "Bãi Biển", một khách sạn chứa hàng chục người chơi. Mục tiêu chính của anh là thu thập tất cả các thẻ bài của trò chơi từ các người chơi để giành chiến thắng và thoát khỏi thành phố Tokyo bỏ hoang.[8][13]
- Riisa Naka thủ vai Mira Kano:
Một cô gái bí ẩn với "vẻ ngoài thanh lịch", sau này được tiết lộ là "người quản lý trò chơi".[8][9][12][13]
- Yutaro Watanabe thủ vai Kōdai Tatta:
Một chàng trai trẻ được Arisu cứu trong một trò chơi và về sau anh trở thành thành viên của "Bãi Biển".[8]
- Kina Yazaki thủ vai Momoka Inoue:
Một thành viên của "Bãi Biển", bạn thân của Asashi. Momoka đã tự sát vào cuối mùa đầu tiên sau khi không muốn trở thành "người chia bài".
- Tsuyoshi Abe thủ vai Keiichi Kuzuryū:
Thành viên quản lý của "Bãi Biển".[8] Anh ta sau đó được tiết lộ là đã sống sót và trở thành K-Rô, nơi anh ta tham gia một trò chơi với Chishiya. Trước khi đến, anh ta là một luật sư không hài lòng với quan điểm sống của con người và đạo đức của những người khác, đặc biệt là những người nắm quyền.

#### Chỉ có mặt trong mùa 1
- Yanagi Shuntarō thủ vai Takatora Samura / Trùm cuối:
Một người đàn ông kỳ lạ và là một thành viên nguy hiểm của "Bãi Biển", anh có một khuôn mặt đầy hình xăm và luôn mang bên mình một thanh katana. Trong trò chơi cuối cùng, anh bị đánh bại bởi Kuina.[8]
- Ayame Misaki thủ vai Saori Shibuki:
Người đầu tiên mà nhóm Arisu gặp tại thành phố Tokyo bỏ hoang. Shibuki được giới thiệu là một người chơi thông minh và khéo léo, người đã giúp cả nhóm vượt qua cũng như hiểu được bản chất của trò chơi đầu tiên. Tuy nhiên, sau đó cô được tiết lộ là người bất chấp mọi thứ để đạt được thứ mình muốn.[8]
- Mizuki Yoshida thủ vai Asahi Kujō:
Một thành viên của "Bãi Biển", bạn thân của Momoka, Asashi bị giết bởi "người quản lý trò chơi" sau khi cô tiết lộ mình là một trong những "người chia bài", một người chơi có nhiệm vụ tổ chức các trò chơi để gia hạn visa của mình.[8]

#### Chỉ có mặt trong mùa 2
- Tomohisa Yamashita trong vai Kyuma: Thủ lĩnh của một ban nhạc và là đối thủ chính của trò chơi Thẩm thấu của K-tép, nơi anh ta cùng cả nhóm thách đấu với đội Arisu.[14]
- Alisa Urahama trong vai Uta Kisaragi: Một cựu thành viên trong ban nhạc của Kyuma và là đồng đội trong trò chơi Thẩm thấu
- Ryohei Shima trong vai Sogo Shitara: Một cựu thành viên trong ban nhạc của Kyuma và là đồng đội trong trò chơi Thẩm thấu.[15]
- Eishin Hayashida trong vai Takumi Maki : Một cựu thành viên trong ban nhạc của Kyuma và là đồng đội trong trò chơi Thẩm thấu.
- Eita Okuno trong vai Goken Kanzaki: Một cựu thành viên trong ban nhạc của Kyuma và là đồng đội trong trò chơi Thẩm thấu.
- Katsuya Maiguma trong vai Oki Yaba: Một kẻ lừa đảo tham gia trò chơi tham gia trò chơi trong tù với Chishiya và cuối cùng quyết định ở lại vùng đất.[15]
- Hayato Isomura trong vai Sunato Banda: Một kẻ giết người hàng loạt tham gia trò chơi trong tù với Chishiya và cuối cùng quyết định ở lại vùng đất.[15]
- Kai Inowaki trong vai Matsushita: Một thanh niên ranh mãnh tham gia với tư cách là J-Cơ trong trò chơi trong nhà tù với Chishiya.[15]
- Honami Sato trong vai Kotoko Shiga: Một người phụ nữ tham gia trò chơi trong nhà tù với Chishiya.[15]
- Yuri Tsunematsu trong vai Akane Heiya: Một nữ sinh trung học làm việc với Aguni, sau này nảy sinh tình cảm với anh.[9]
- Ayumi Tanida trong vai Shirabi: Một lính đánh thuê trở thành đối thủ chính trong trò chơi K-Bích, nơi anh ta bắn tất cả những người chơi mà anh ta nhìn thấy.[15]
- Chihiro Yamamoto trong vai Lisa: Một cô gái có thể lực tốt là đối thủ chính của trò chơi "Chiếu tướng" thuộc lá bài Q-Bích, trong đó nhóm 4 người của cô đối đầu 16 người chơi trong trò đuổi bắt.[9]
- Yūsaku Mori trong vai Ippei Oki: Một thanh niên nhút nhát tham gia trò chơi K Rô với Chishiya.
- Yuzuki Akiyama trong vai Meisa Tokui: Một phụ nữ tham gia trò chơi K Rô với Chishiya.
- Wakato Kanematsu trong vai Takashi Asuma: Một người đàn ông tham gia trò chơi K Rô với Chishiya.
- Aimi Satsukawa trong vai Hinako Daimon: Một phụ nữ tham gia trò chơi K Rô với Chishiya.
- Miyu Yagyu trong vai Nozomi: Một người phụ nữ kết bạn với Usagi và một đứa trẻ, Kota.

## Tập phim

### Mùa 1 (2020)
| TT. | Tiêu đề | Đạo diễn      | Biên kịch                                         | Ngày phát sóng gốc   |
| --- | ------- | ------------- | ------------------------------------------------- | -------------------- |
| 1 | "Tập 1" | Shinsuke Sato | Yoshiki Watabe, Yasuko Kuramitsu, & Shinsuke Sato | 10 tháng 12 năm 2020 |
| Arisu và bạn bè chạy vào một nhà tắm công cộng để trốn cảnh sát, nhưng khi họ trở ra, đường phố Tokyo đột nhiên vắng tanh.                                                 |         |               |                                                   |                      |
| 2 | "Tập 2" | Shinsuke Sato | Yoshiki Watabe, Yasuko Kuramitsu, & Shinsuke Sato | 10 tháng 12 năm 2020 |
| Bỏ lại Chota bị thương, Arisu và Karube ra ngoài để kiếm thêm kinh nghiệm. Họ đến một khu căn hộ rộng lớn, nơi trò chơi Rượt Đuổi chết người đang chờ sẵn.                 |         |               |                                                   |                      |
| 3 | "Tập 3" | Shinsuke Sato | Yoshiki Watabe, Yasuko Kuramitsu, & Shinsuke Sato | 10 tháng 12 năm 2020 |
| Khi visa của Chota và Shibuki đã cận kề ngày hết hạn, bộ bốn bước vào một khu vườn bách thảo rộng lớn ở Shinjuku, nơi họ tham gia vào một trò chơi phản bội đầy tàn nhẫn.  |         |               |                                                   |                      |
| 4 | "Tập 4" | Shinsuke Sato | Yoshiki Watabe, Yasuko Kuramitsu, & Shinsuke Sato | 10 tháng 12 năm 2020 |
| Arisu ngập trong cảm giác tội lỗi và chuẩn bị bỏ cuộc, nhưng Usagi cố thuyết phục anh tiếp tục. Tiếp đó là trò chơi sức bền trên đường cao tốc dưới lòng đất.              |         |               |                                                   |                      |
| 5 | "Tập 5" | Shinsuke Sato | Yoshiki Watabe, Yasuko Kuramitsu, & Shinsuke Sato | 10 tháng 12 năm 2020 |
| Sau khi Arisu và Usagi tìm được đường đến Bãi Biển, vua của nơi được gọi là địa đàng này buộc họ phải giúp thu thập những lá bài còn lại.                                  |         |               |                                                   |                      |
| 6 | "Tập 6" | Shinsuke Sato | Yoshiki Watabe, Yasuko Kuramitsu, & Shinsuke Sato | 10 tháng 12 năm 2020 |
| Chishiya nhờ Arisu và Usagi giúp mình thay đổi tình hình. Một sự kiện không lường trước làm đảo lộn cán cân quyền lực mong manh của Bãi Biển.                              |         |               |                                                   |                      |
| 7 | "Tập 7" | Shinsuke Sato | Yoshiki Watabe, Yasuko Kuramitsu, & Shinsuke Sato | 10 tháng 12 năm 2020 |
| Từng là nơi ẩn náu an toàn, Bãi Biển giờ là đấu trường cho giai đoạn tiếp theo. Ở đó, màn Săn Phù Thủy hùng tráng khiến tất cả đối đầu lẫn nhau trong trận chiến thù địch. |         |               |                                                   |                      |
| 8 | "Tập 8" | Shinsuke Sato | Yoshiki Watabe, Yasuko Kuramitsu, & Shinsuke Sato | 10 tháng 12 năm 2020 |
| Căng thẳng bên trong khu nghỉ dưỡng lên đến đỉnh điểm. Khi thời gian của trò chơi gần về 0, nhóm sống sót sau cuộc tấn công dữ dội phải đối mặt với tương lai bất định.    |         |               |                                                   |                      |

### Mùa 2 (2022)
| TT. tổng thể | TT. trong mùa phim | Tiêu đề | Đạo diễn      | Biên kịch                        | Ngày phát sóng gốc   |
| --- | ------------------ | ------- | ------------- | -------------------------------- | -------------------- |
| 9 | 1                  | "Tập 1" | Shinsuke Sato | Yasuko Kuramitsu & Shinsuke Sato | 22 tháng 12 năm 2022 |
| Arisu, Usagi, Kuina và Chishiya đã chờ giai đoạn tiếp theo bắt đầu hơn một tiếng ở giao lộ Shibuya, nhưng dường như không có gì xảy ra cả.       |                    |         |               |                                  |                      |
| 10 | 2                  | "Tập 2" | Shinsuke Sato | Yasuko Kuramitsu & Shinsuke Sato | 22 tháng 12 năm 2022 |
| K Tép lộ diện một cách đầy ấn tượng, cuối cùng trò chơi cũng bắt đầu. Mọi việc diễn ra suôn sẻ, khiến Arisu vô cùng bất ngờ.                     |                    |         |               |                                  |                      |
| 11 | 3                  | "Tập 3" | Shinsuke Sato | Yasuko Kuramitsu & Shinsuke Sato | 22 tháng 12 năm 2022 |
| Trò chơi chỉ còn lại vài phút, kết quả của mỗi đội dường như đã ấn định. Arisu tiếp cận Kyuma, đề nghị được bắt tay anh chàng.                   |                    |         |               |                                  |                      |
| 12 | 4                  | "Tập 4" | Shinsuke Sato | Yasuko Kuramitsu & Shinsuke Sato | 22 tháng 12 năm 2022 |
| Chỉ còn lại vài người chơi và Chishiya là người duy nhất không có cộng sự. Vòng tiếp theo rất có thể là vòng cuối cùng của trò chơi.             |                    |         |               |                                  |                      |
| 13 | 5                  | "Tập 5" | Shinsuke Sato | Yasuko Kuramitsu & Shinsuke Sato | 22 tháng 12 năm 2022 |
| Aguni chỉ có một mục tiêu duy nhất trong đầu: tìm và giết K Bích. Anh nhập hội cùng Arisu và một học sinh cấp ba quyết đoán tên là Heiya Akane.  |                    |         |               |                                  |                      |
| 14 | 6                  | "Tập 6" | Shinsuke Sato | Yasuko Kuramitsu & Shinsuke Sato | 22 tháng 12 năm 2022 |
| Usagi sẽ phải lay chuyển trái tim và lý trí của những người chơi hoài nghi trong Đội Cây Q. Tại Tòa án tối cao, Chishiya gặp K Rô.               |                    |         |               |                                  |                      |
| 15 | 7                  | "Tập 7" | Shinsuke Sato | Yasuko Kuramitsu & Shinsuke Sato | 22 tháng 12 năm 2022 |
| Giữa ngã tư Shibuya cây cối um tùm, Niragi thách thức Arisu và Chishiya chơi một trò chơi. Nhưng rồi K Bích xuất hiện.                           |                    |         |               |                                  |                      |
| 16 | 8                  | "Tập 8" | Shinsuke Sato | Yasuko Kuramitsu & Shinsuke Sato | 22 tháng 12 năm 2022 |
| Trong trò chơi cuối cùng, những người chơi sẽ phải vượt qua ba hiệp bóng vồ; nhưng trước khi họ có thể tiến xa, Q Cơ mời họ ngồi xuống uống trà. |                    |         |               |                                  |                      |

## Sản xuất

### Phát triển
Ngày 16 tháng 7 năm 2019, Netflix thông báo về dự án chuyển thể người đóng bộ truyện manga nổi tiếng Imawa no Kuni no Arisu với kịch bản do Yoshiki Watabe, Yasuko Kuramitsu và Shinsuke Sato chấp bút và được đạo diễn bởi Sato. Vào tháng sau đó, vào ngày 4 tháng 8,  Kento Yamazaki và Tao Tsuchiya được xác nhận là hai cái tên sẽ thủ vai nhân vật chính của phim là Ryōhei Arisu và Yuzuha Usagi.

### Quay phim
Công đoạn quay phim được bắt đầu từ khá sớm khi có thông báo về việc Yamazaki được bắt gặp xuất hiện trong quá trình quay phim ở Dōgenzaka, một quận của Shibuya vào ngày 8 tháng 8. Một ngày sau đó, các nhân viên của đoàn phim cũng được phát hiện đã xuất hiện gần một cửa hàng tại Fukutomi-cho, thuộc Yokohama. Từ ngày 17 tháng 9 đến 20 tháng 9, Yamazaki và Tsuchiya được nhìn thấy đang tham gia ghi hình tại một khu chung cư phía trước ga Kita-Suzuranda trên tuyến đường Shintetsu Arima thuộc thành phố Kobe. Theo công ty sản xuất Robot Communications, kịch bản của phim đã được chỉnh sửa để "phù hợp với bố cục của địa điểm". Phân cảnh nhân vật Arisa gặp Chōta và Karube gần Ngã tư Shibuya đông đúc của Tokyo trong tập đầu tiên, ban đầu được dự kiến sẽ quay trong một cửa hàng Starbucks. Nhưng do sự phức tạp của một bối cảnh được bao phủ bằng kính nên cảnh quay đã chuyển sang một nhà vệ sinh công cộng bên trong ga Shibuya. Trong đó các nhân vật chính bước vào một nhà vệ sinh công cộng và trở ra tại một Tokyo bỏ hoang, cảnh này được quay trong bốn phút liên tục. Các cảnh bổ sung đã được chọn lọc để đưa vào phim từ ngày 9 tháng 8 đến 11 tháng 12 tại nhiều thành phố khác nhau. Tác giả của bộ truyện gốc, Haro Aso cũng được quyền tham quan nhiều bối cảnh khác nhau. Quá trình ghi hình chính thức đóng máy vào tháng 12 năm 2019.

### Hiệu ứng hình ảnh
Trong suốt quá trình quay phim, các cảnh phim thường tập trung vào thành phố hoang của Tokyo nên hầu như được quay bằng cách sử dụng các hiệu ứng đặc biệt và phông nền xanh. Sato đã chia sẻ rằng cùng với sự giúp đỡ của trợ lý đạo diễn, anh đã chạy vào giữa trung tâm của Ngã tư Shibuya với một chiếc máy ảnh nhỏ "để tìm ra được những phần nào thực sự cần được xây dựng và những phần nào nên được tái hiện bằng cách sử dụng hiệu ứng CGI". Sử dựng phim trường Ashikaga Scramble City, đoàn phim đã xây dựng một mô hình bối cảnh lớn cách Tokyo 100 km cho bộ phim và bộ phim Thám tử phố Tàu 3 (được quay cùng thời gian) cũng có các cảnh liên quan đến Ngã tư Shibuya và được quay chủ yếu bằng màn hình xanh với "mọi thứ ngoại trừ đường và cửa soát vé ở lối vào phía Đông đều được sản xuất bằng đồ họa máy tính". Để giữ cho những cảnh quay một cách "chân thực", đạo diễn hiệu ứng hình ảnh Atsushi Dol đã tái dựng lại bóng của Tòa nhà Tokyu. Trong tập 4 xuất hiện phân cảnh đường hầm ngập nước được tạo ra với sự trợ giúp của previsualizations, cho phép đoàn làm phim "thử nghiệm với các yếu tố khác nhau trước khi quay thực tế". Con báo xuất hiện trong cùng tập phim đó được tạo ra bằng cách sử dụng hiệu ứng hình được được phát triển sau khi đoàn phim đến thăm nhiều khu sở thú. Ngoài ra, Erik-Jan de Boer, người từng đoạt giải Oscar, đã giám sát việc sản xuất con hổ xuất hiện trong tập 5, nó được tạo ra bởi Anibrain, một xưởng phim hoạt hình của Ấn Độ. Hiệu ứng hình ảnh hậu kỳ được thêm vào với sự trợ giúp của Digital Frontier của Nhật Bản làm việc bên cạnh các nhóm hợp tác quốc tế từ Singapore, Hoa Kỳ và Ấn Độ.

### Âm nhạc
Nhạc phim được biên được biên soạn bởi Yutaka Yamada, người đã từng làm việc với Sato trong Bleach (2018) và Kingdom (2019). Phần âm nhạc do Kohei Chida sản xuất và được trình bày bởi FILMharmonic Orchestra của Prague. Bài hát "Good Times" của Jan Erik Nilsson cũng được phát lại nhiều lần trong suốt bộ phim.

## Quảng bá & phát hành
Vào ngày 18 tháng 9 năm 2020, Netflix đã phát hành một video giới thiệu Alice in Borderland sẽ ra mắt tại 190 quốc gia trên nền tảng này vào ngày 10 tháng 12 năm 2020. Vào ngày 24 tháng 10 năm 2020, sáu bộ ảnh đã được phát hành để quảng bá cho bộ phim. Bốn ngày sau, một đoạn giới thiệu chính thức được phát hành, cùng với một áp phích và danh sách dàn diễn viên chính. Theo nhiều nhà phê bình, mùa đầu tiên bao gồm 31 chương của bộ truyện tranh gốc, còn lại 33 chương chưa được biên tập. Phần đầu tiên được phát hành vào ngày 10 tháng 12, và trong vài tuần đầu tiên, loạt phim "được xếp hạng trong 10 bộ phim được xem nhiều nhất" ở gần 40 vùng lãnh thổ, bao gồm Malaysia, Hồng Kông, Philippines, Singapore, Đài Loan, Thái Lan và Việt Nam. Nhìn chung, loạt phim này có thành tích tốt hơn ở các quốc gia ở Châu Á và Châu Âu, hơn là ở các quốc gia Bắc Mỹ. Vào ngày 24 tháng 12 năm 2020, Netflix cho biết sẽ sản xuất mùa thứ 2, chỉ 2 tuần sau khi mùa đầu tiên được phát hành.
Vào ngày 7 tháng 10 năm 2020, Haro Aso, tác giả của bộ truyện tranh gốc, đã công bố kế hoạch "ăn mừng" và quảng bá cho bộ truyện Netflix bằng cách giới thiệu một bộ truyện tranh mới có tựa đề Alice in Borderland Retry trên Weekly Shōnen Sunday. Ra mắt vào ngày 14 tháng 10 (số 46, 2020 của Weekly Shōnen Sunday), tập đầu tiên của manga tankobon đã được xuất bản vào ngày 11 tháng 12, một ngày sau khi bộ phim được công chiếu. Bộ truyện tranh đã kết thúc vào ngày 20 tháng 1 năm 2021 (số 8, 2021 của tạp chí). Tập thứ 2 và cũng là tập cuối cùng của tankobon được phát hành vào ngày 18 tháng 2 năm 2021. Mùa 2 được công chiếu vào ngày 22 tháng 12 năm 2022 trên toàn thế giới.
Vào ngày 27 tháng 9 năm 2023, Netflix cho biết bộ phim sẽ có mùa 3, dự kiến phát hành vào năm 2025.

## Đón nhận
Sau khi phát hành, Thế giới không lối thoát đã thành công nhận về được rất nhiều phản hồi tích cực từ các nhà phê bình, họ khen ngợi các hiệu ứng, hình ảnh, biên tập cũng như diễn xuất của Kento Yamazaki với Tao Tsuchiya và cách sử dụng các phân cảnh bạo lực, nhưng để lại nhiều ý kiến trái chiều về sự phát triển mạch phim mà không tập trung đặc biệt vào việc phát triển nhân vật và câu chuyện nói chung, đặc biệt là trong nửa sau. Trên trang đánh giá tổng hợp Rotten Tomatoes, mùa đầu tiên có tỷ lệ ủng hộ 75% dựa trên 8 bài đánh giá, với điểm số trung bình là 6,8/10. Một tháng sau khi phát hành, mùa đầu tiên đã đạt được 18 triệu người xem,  mùa thứ 2 có tỷ lệ ủng hộ là 88% dựa trên 8 bài đánh giá, với điểm trung bình là 7,1/10.
Từ The Japan Times, James Hadfield đã khen ngợi cách đạo diễn của Sato nhưng chỉ trích các nhân vật và cho biết "rất ít diễn viên để lại nhiều ấn tượng, mặc dù Tsuchiya là một nữ anh hùng hành động hiệu quả, và Nijirô Murakami có một số niềm vui khi đóng vai một kẻ cô độc nhếch mép." Viết cho Ready Steady Cut, Jonathon Wilson đã đưa ra một đánh giá chung tích cực, khen ngợi bộ truyện đã bỏ qua "phần trình bày và xây dựng cốt truyện cẩn thận" và "chỉ cần đi thẳng vào vấn đề." Wilson cũng so sánh tích cực bộ phim này với Battle Royale của Nhật Bản và bộ phim kinh dị Saw của Mỹ. Nhà báo Jennifer Ouellette của Ars Technica gọi chương trình là "cảm xúc mãnh liệt" và so sánh các trò chơi của chương trình với những trò chơi trong sách Ready Player One và Lord of the Flies, và trong bộ phim Cube năm 1997. Melanie McFarland của Salon đã so sánh loạt phim này với miniseries The Stand của CBS All Access, nói rằng Alice in Borderland "xử lý cơ chế giới thiệu các nhân vật của mình hiệu quả hơn và nó không làm khán giả mất hứng thú bằng cách dựa nhiều vào các đoạn hồi tưởng [...] nhưng không giống như "The Stand", các tiểu sử "trước" không mở rộng đến mức kéo theo tiến trình của câu chuyện." Từ Yahoo! News, Lim Yian Lu đánh giá cao loạt phim vì "cốt truyện hồi hộp", nói rằng nó "sẽ giúp bạn giải trí và khao khát nhiều hơn nữa mặc dù có những cảnh rùng rợn và đẫm máu." Viết cho Anime News Network, Theron Martin đã cho bộ phim điểm C + và nhiều phản hồi trái chiều về quá trình sản xuất, điểm số, cốt truyện chung và diễn xuất của bộ phim, đồng thời nói rằng bộ phim mang lại "mức độ giải trí khiêm tốn" trong thời gian công chiếu. Sau khi xem tập đầu tiên của loạt phim và khen ngợi về giai điệu, nhạc nền cũng như khả năng "sang số quá nhanh", đoàn làm phim tại Decler đã khuyến nghị người xem phát trực tuyến chương trình.

## Giải thưởng & đề cử
| Năm  | Giải thưởng                   | Hạng mục                                 | Đề cử                                    | Kết quả   |
| ---- | ----------------------------- | ---------------------------------------- | ---------------------------------------- | --------- |
| 2021 | 3rd Asia Contents Awards      | Sáng tạo tốt nhất                        | Thế giới không lối thoát                 | Đề cử     |
| 2021 | 3rd Asia Contents Awards      | Sáng tạo vượt biên giới                  | Thế giới không lối thoát                 | Đoạt giải |
| 2021 | 3rd Asia Contents Awards      | Phim trên nền tảng OTT hay nhất          | Thế giới không lối thoát                 | Đề cử     |
| 2021 | 3rd Asia Contents Awards      | Thành tựu kỹ thuật                       | Thế giới không lối thoát                 | Đề cử     |
| 2021 | 3rd Asia Contents Awards      | Nữ diễn viên xuất sắc                    | Tao Tsuchiya                             | Đề cử     |
| 2021 | Asian Academy Creative Awards | Quay phim xuất sắc nhất                  | Taro Kawazu (Thế giới không lối thoát)   | Đoạt giải |
| 2021 | Asian Academy Creative Awards | Hiệu ứng hình ảnh xuất sắc nhất          | Thế giới không lối thoát                 | Đoạt giải |
| 2021 | Asian Academy Creative Awards | Đạo diễn xuất sắc nhất (phim viễn tưởng) | Shinsuke Sato (Thế giới không lối thoát) | Đoạt giải |